# Ambrose (Dacota do Norte)
Ambrose é uma cidade localizada no estado norte-americano de Dacota do Norte, no Condado de Divide.

## Demografia
Segundo o censo norte-americano de 2000, a sua população era de 23 habitantes. 
Em 2006, foi estimada uma população de 22, um decréscimo de 1 (-4.3%).

## Geografia
De acordo com o United States Census Bureau tem uma área de 
2,8 km², dos quais 2,8 km² cobertos por terra e 0,0 km² cobertos por água.

## Localidades na vizinhança
O diagrama seguinte representa as localidades num raio de 44 km ao redor de Ambrose. 